# Гланс, Гуннар
Гуннар Хенри Валентин Гланс (швед. Gunnar Henry Valentin Glans, 29 ноября 1908 — 24 августа 2008) — шведский борец греко-римского стиля, чемпион Европы.

## Биография
Родился в 1908 году в Мальмё. В 1931 году стал бронзовым призёром чемпионата Европы. На чемпионате Европы 1933 года занял 2-е место.  В 1934 году стал чемпионом Европы.